# PPP1R11
PPP1R11 (англ. Protein phosphatase 1 regulatory inhibitor subunit 11) – білок, який кодується однойменним геном, розташованим у людей на короткому плечі 6-ї хромосоми. Довжина поліпептидного ланцюга білка становить 126 амінокислот, а молекулярна маса — 13 953.
| 10         |  | 20         |  | 30         |  | 40         |  | 50         |
| ---------- |  | ---------- |  | ---------- |  | ---------- |  | ---------- |
| MAEAGAGLSE |  | TVTETTVTVT |  | TEPENRSLTI |  | KLRKRKPEKK |  | VEWTSDTVDN |
| EHMGRRSSKC |  | CCIYEKPRAF |  | GESSTESDEE |  | EEEGCGHTHC |  | VRGHRKGRRR |
| ATLGPTPTTP |  | PQPPDPSQPP |  | PGPMQH     |  |            |  |            |

A: Аланін

C: Цистеїн

D: Аспарагінова кислота

E: Глутамінова кислота

F: Фенілаланін

G: Гліцин

H: Гістидин

I: Ізолейцин

K: Лізин

L: Лейцин

M: Метіонін

N: Аспарагін

P: Пролін

Q: Глутамін

R: Аргінін

S: Серин

T: Треонін

V: Валін

W: Триптофан

Кодований геном білок за функцією належить до фосфопротеїнів. 
Задіяний у такому біологічному процесі, як ацетилювання. 